# Valle de Oro
Valle de Oro (galicisk: O Valadouro) er en kommune i det nordvestlige Spanien i provinsen Lugo. Den har et indbyggertal på 1.906 (2024) indbyggere.